# Eurovision Song Contest 2002
Il quarantasettesimo Eurovision Song Contest si tenne a Tallinn (Estonia) il 25 maggio 2002.

## Storia
In base al regolamento dell'anno precedente, solo 22 paesi avrebbero dovuto partecipare al “Gran Premio dell'Eurovisione” del 2002, ma l'EBU cambiò le regole ancora una volta per aver 24 paesi in competizione. 
I due paesi dovevano essere scelti fra i partecipanti passivi, cioè quelli che nel 2001 si erano classificati nelle ultime posizioni (Irlanda, Islanda, Israele, Lettonia, Norvegia, Paesi Bassi, Polonia e Portogallo). Israele e Portogallo furono invitati ad aggiungersi ai 22 paesi iniziali: il primo accettò, mentre il Portogallo rifiutò lasciando il campo libero alla Lettonia, il paese che poi avrebbe vinto il concorso del 2002. Ritornano, dopo un anno di pausa forzata, Austria, Belgio, Cipro, Finlandia, Ex Repubblica Iugoslava di Macedonia, Romania e Svizzera.
In un primo momento sembrò che l'Estonia non potesse affrontare l'organizzazione e gli alti costi, ma grazie ad un'associazione estone che risolse il problema, tutto finì come in una favola, che fu anche il tema dello show. Quest'anno, infatti, il “Gran Premio” ebbe come tema “Una favola moderna”. Nelle cartoline di presentazione dei vari cantanti, vennero reinterpretate in chiave moderna, le classiche favole. Il complesso in cui si tenne lo spettacolo fu il Saku Suurhall, inaugurato proprio in questa occasione. Come già detto, la Lettonia, a sorpresa, vinse il concorso con il brano I Wanna, interpretato da Marija Naumova. La canzone We All del gruppo lituano dei B'Avarija è stata squalificata prima della manifestazione e sostituita con la canzone Happy You cantata da Aivaras.

## Stati partecipanti

Paesi partecipanti
Paesi che hanno partecipato in passato ma non hanno partecipato nel 2002

Paesi partecipanti
     Paesi che hanno partecipato in passato ma non hanno partecipato nel 2002
| Stato                   | Artista                      | Brano                         | Lingua           | Processo di selezione                                           |
| ----------------------- | ---------------------------- | ----------------------------- | ---------------- | --------------------------------------------------------------- |
| Austria                 | Manuel Ortega                | Say a Word                    | Inglese          | Song.Null.Zwei, 1º marzo 2002                                   |
| Belgio                  | Sergio & the Ladies          | Sister                        | Inglese          | Eurosong 2002, 17 febbraio 2002                                 |
| Bosnia ed Erzegovina    | Maja Tatić                   | Na jastuku za dvoje           | Serbo, inglese   | BH Eurosong 2002, 23 febbraio 2002                              |
| Cipro                   | One                          | Gimme                         | Inglese          | Interno                                                         |
| Croazia                 | Vesna Pisarović              | Everything I Want             | Inglese          | Dora 2002, 10 marzo 2002                                        |
| Danimarca               | Malene                       | Tell Me Who You Are           | Inglese          | Dansk Melodi Grand Prix 2002, 9 febbraio 2002                   |
| Estonia (organizzatore) | Sahlene                      | Runaway                       | Inglese          | Eurolaul 2002                                                   |
| Finlandia               | Laura Voutilainen            | Addicted to You               | Inglese          | Euroviisukarsinta 2002, 26 gennaio 2002                         |
| Francia                 | Sandrine François            | Il faut du temps              | Francese         | Interno                                                         |
| Germania                | Corinna May                  | I Can't Live Without Music    | Inglese          | Countdown Grand Prix 2002, 22 febbraio 2002                     |
| Grecia                  | Michalīs Rakintzīs           | S.A.G.A.P.O.                  | Inglese          | Ellinikós Telikós 2002, 26 febbraio 2002                        |
| Israele                 | Sarit Hadad                  | Light a Candle                | Ebraico, inglese | Interno                                                         |
| Lettonia                | Marie N                      | I Wanna                       | Inglese          | Eirodziesma 2002, 2 marzo 2002                                  |
| Lituania                | Aivaras                      | Happy You                     | Inglese          | Nacionalinis finalas 2002, 14 febbraio 2002                     |
| Macedonia               | Karolina Gočeva              | Od nas zavisi                 | Macedone         | Skopje Fest 2002                                                |
| Malta                   | Ira Losco                    | 7th Wonder                    | Inglese          | Malta Song for Europe 2002 15/16 febbraio 2002                  |
| Regno Unito             | Jessica Garlick              | Come Back                     | Inglese          | A Song For Europe 2002, 3 marzo 2002                            |
| Romania                 | Monica Anghel & Marcel Pavel | Tell Me Why                   | Inglese          | Selecția Națională 2002                                         |
| Russia                  | Prime Minister               | Northern Girl                 | Inglese          | Interno, 4 marzo 2002                                           |
| Slovenia                | Sestre                       | Samo ljubezen                 | Sloveno          | EMA 2002, 16 febbraio 2002                                      |
| Spagna                  | Rosa                         | Europe's Living a Celebration | Spagnolo         | Operación Triunfo 2001, 18 marzo 2002                           |
| Svezia                  | Afro-dite                    | Never Let It Go               | Inglese          | Melodifestivalen 2002, 1º marzo 2002                            |
| Svizzera                | Francine Jordi               | Dans le jardin de mon âme     | Francese         | Concours Eurovision 2002, 2 febbraio 2002                       |
| Turchia                 | Buket Bengisu & Grup Safir   | Leylaklar Soldu Kalbinde      | Turco, inglese   | 25. Eurovision Şarkı Yarışması Türkiye Finali, 15 febbraio 2002 |

## Struttura di voto
Ogni paese premia con dodici, dieci, otto e dal sette all'uno, punti per le proprie dieci canzoni preferite.

## Orchestra
Gli artisti cantano su basi musicali.

## Classifica
I paesi segnati in grassetto partecipano all'Eurovision Song Contest 2003.
| N° | Stato                | Cantante                     | Canzone                       | Punti | Posizione |
| -- | -------------------- | ---------------------------- | ----------------------------- | ----- | --------- |
| 01 | Cipro                | One                          | Gimme                         | 85    | 6         |
| 02 | Estonia              | Sahlene                      | Runaway                       | 111   | 3         |
| 03 | Austria              | Manuel Ortega                | Say a Word                    | 26    | 18        |
| 04 | Grecia               | Michalīs Rakintzīs           | S.A.G.A.P.O.                  | 27    | 17        |
| 05 | Spagna               | Rosa                         | Europe's Living a Celebration | 81    | 7         |
| 06 | Croazia              | Vesna Pisarović              | Everything I Want             | 44    | 11        |
| 07 | Russia               | Prime Minister               | Northen Girl                  | 55    | 10        |
| 08 | Regno Unito          | Jessica Garlick              | Come Back                     | 111   | 3         |
| 09 | Macedonia            | Karolina                     | Od nas zavisi                 | 25    | 19        |
| 10 | Israele              | Sarit Hadad                  | Light a Candle                | 37    | 12        |
| 11 | Svizzera             | Francine Jordi               | Dans le jardin de mon âme     | 15    | 22        |
| 12 | Svezia               | Afro-dite                    | Never Let It Go               | 72    | 8         |
| 13 | Finlandia            | Laura Voutilainen            | Addicted to You               | 24    | 20        |
| 14 | Danimarca            | Malene Mortensen             | Tell Me Who You Are           | 7     | 24        |
| 15 | Bosnia ed Erzegovina | Maja Tatić                   | Na jastuku za dvoje           | 33    | 13        |
| 16 | Belgio               | Sergio & the Ladies          | Sister                        | 33    | 13        |
| 17 | Francia              | Sandrine François            | Il faut du temps              | 104   | 5         |
| 18 | Germania             | Corinna May                  | I Can't Live Without Music    | 17    | 21        |
| 19 | Turchia              | Buket Bengisu & Grup Safir   | Leylaklar soldu kalbinde      | 29    | 16        |
| 20 | Malta                | Ira Losco                    | 7th Wonder                    | 164   | 2         |
| 21 | Romania              | Monica Anghel & Marcel Pavel | Tell Me Why                   | 71    | 9         |
| 22 | Slovenia             | Sestre                       | Samo ljubezen                 | 33    | 13        |
| 23 | Lettonia             | Marie N                      | I Wanna                       | 176   | 1         |
| 24 | Lituania             | Aivaras                      | Happy You                     | 12    | 23        |

12 punti
| N. | A           | Da                                           |
| -- | ----------- | -------------------------------------------- |
| 5  | Lettonia    | Estonia, Germania, Israele, Lituania, Spagna |
| 3  | Malta       | Croazia, Danimarca, Regno Unito              |
| 3  | Spagna      | Belgio, Francia, Svizzera                    |
| 2  | Cipro       | Grecia, Malta                                |
| 2  | Estonia     | Lettonia, Svezia                             |
| 2  | Romania     | Macedonia, Russia                            |
| 1  | Austria     | Turchia                                      |
| 1  | Croazia     | Slovenia                                     |
| 1  | Francia     | Finlandia                                    |
| 1  | Macedonia   | Romania                                      |
| 1  | Grecia      | Cipro                                        |
| 1  | Svezia      | Bosnia e Erzegovina                          |
| 1  | Regno Unito | Austria                                      |

## Marcel Bezençon Awards
I vincitori sono stati:
- Press Award:  Francia
- Artistic Award:  Svezia
- Fan Award:  Finlandia